# Gustav Hesse (Admiral)

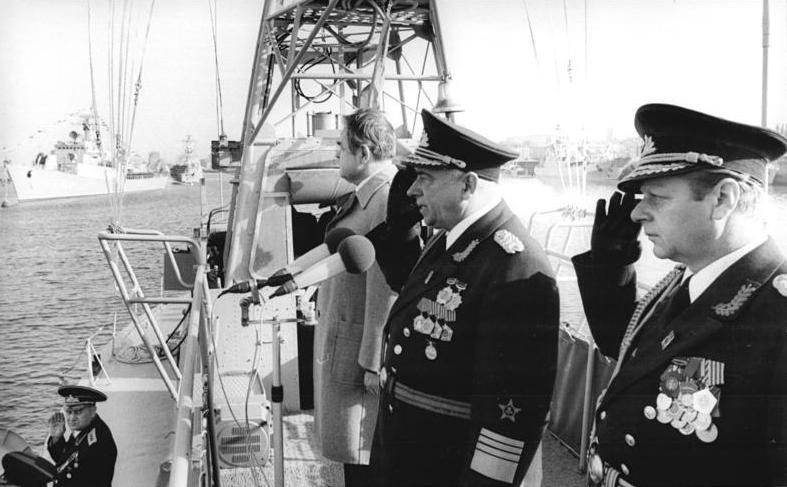
Vizeadmiral Gustav Hesse (r.) neben Admiral Wilhelm Ehm bei einer Flottenparade

Gustav Hesse (* 27. August 1931 in Bodenbach, Tschechoslowakei; † 2001) war ein deutscher Marineoffizier in der DDR, zuletzt Vizeadmiral der Volksmarine.

## Biografie
Hesse flüchtete mit seiner Familie 1946 aus der Tschechoslowakei. Sein Vater war Fleischer. Gustav Hesse absolvierte eine Lehre und arbeitete bis 1950 als Bäcker. Am 15. August 1950 trat er als Offizierschüler in die Seepolizeischule Parow in die Hauptverwaltung Seepolizei der DDR ein und besuchte zwischen 1952 und 1954 einen Sonderlehrgang in der UdSSR. Nach seinem Eintritt in die SED 1953 war er von 1954 bis 1956 Stabschef und dann Chef der II. Minenleg- und Räumdivision der Volkspolizei See. Nach einer kurzen Verwendung als Leiter der Unterabteilung Ausbildung im Marinestützpunkt Peenemünde absolvierte er zwischen 1956 und 1960 ein Studium an der Seekriegsakademie der Sowjetunion, das er als Diplom-Militärwissenschaftler beendete. Nach seiner Rückkehr war er von 1960 bis 1963 Stellvertretender Chef und Stabschef der 1. Flottille.
Am 1. November 1963 wurde er als Fregattenkapitän Kommandeur der 6. Flottille auf Rügen, in dieser Funktion am 1. März 1968 zum Kapitän zur See und am 20. Jahrestag der DDR, dem 7. Oktober 1969, zum Konteradmiral ernannt. Am 1. Mai 1971 folgte ihm Fregattenkapitän Theodor Hoffmann als Flottillenchef.
Konteradmiral Hesse wurde daraufhin Stellvertretender Chef der Volksmarine und Chef des Stabes im Kommando der Volksmarine. Am 7. Oktober 1979 wurde er zum 30. Jahrestag der DDR zum Vizeadmiral befördert. Am 1. Dezember 1985 tauschte er mit Konteradmiral Theodor Hoffmann die Dienststellung und wurde dessen Nachfolger als Chef für Ausbildung, während Hoffmann neuer Stabschef der Volksmarine wurde. Beide Admiräle waren zugleich Stellvertretende Chefs der Volksmarine. Am 30. November 1988 wurde er aus dem aktiven Dienst entlassen.
Für seine militärischen Verdienste wurde er unter anderem mit dem Vaterländischen Verdienstorden in Silber und dem Kampforden „Für Verdienste um Volk und Vaterland“ in Silber ausgezeichnet.
Hesse wohnte bis zu seinem Lebensende in Rostock. Er starb 2001.